# Jungledyret
Jungledyret (Engels: Jungle Jack, alternatieve titel: Amazone Jack) is een Deense animatiefilm uit 1993, de film werd geproduceerd door Flemming Quist Møller en werd uitgebracht in samenwerking met A. Film en Nordisk Film.

## verhaal
Bertje (origineel: Hugo) is een zeldzame jungle jack die samen met twee vrienden in de jungle wonen. Op een dag wordt hij ontvoerd door een filmster die hem wil gebruiken als huisdier voor in haar nieuwe film. Uiteindelijk ontsnapt Bertje uit haar klauwen en belandt hij op een cruise schip dat op weg gaat naar de grote stad. Daar beleeft hij de gekste avonturen en ontmoet hij een nieuwe vriendin, maar alleen wordt hij in de hele stad gezocht door de filmster en haar helpers. Nu moet hij met behulp van zijn vriendin Reina ongezien weer terug aan boord zien te komen van het schip om zo weer terug naar de jungle te reizen.

## Rolverdeling
| Personage        | Stemacteur            | Stemacteur            |
| ---------------- | --------------------- | --------------------- |
| Bertje (Hugo)    | Jesper Klein          | Dick van den Toorn    |
| Reina (Rita)     | Kaya Brüel            | Laura Vlasblom        |
| Isabella         | Jytte Abildstrøm      | Loes Luca             |
| Herman (Conrad)  | Flemming Quist Møller | Carol van Herwijnen   |
| Guus Gehakt      | Jesper Klein          | Johnny Kraaijkamp jr. |
| Kim              | Søs Egelind           | Fred Butter           |
| Wim              | Søs Egelind           | Fred Meijer           |
| Sabine de Poedel | Anne Marie Helger     | Corry van der Linden  |
| Reina's moeder   | Helle Ryslinge        | Maria Lindes          |
| Bakker           | ?                     | Rudi Falkenhagen      |
| Rode kater       | ?                     | Jan Wegter            |
| Verteller        | ?                     | Hans Veerman          |